# ノーフォークメジロ
ノーフォークメジロ（Zosterops albogularis）は、スズメ目メジロ科メジロ属に分類される鳥類。

## 分布
オーストラリア（ノーフォーク島北部）固有種

## 形態
全長14.2センチメートル。翼長7.5センチメートルとメジロ属最大種。最も外側の初列風切は短い。
上面の羽衣は緑色で、背は褐色みを帯びる。下面の羽衣は白く、尾羽基部の下面を被う羽毛（下尾筒）は黄色。胸部の羽衣側面は灰色、体側面の羽衣は赤褐色。眼先や眼下部は黒く、眼の周囲は白い。
嘴は黒く、下嘴基部は灰色。後肢は青灰色。

## 分類
ノーフォーク島に分布するメジロ属の中では最も起源が古いとされる。

## 生態
森林に生息する。
繁殖形態は卵生。10-12月に1回に2個の卵を産む。

## 人間との関係
開発による生息地の破壊、人為的に移入されたネコやクマネズミによる捕食、ハイムネメジロとの競合などにより生息数は激減している。1962年における生息数は50羽以下と推定されている。